# إيغور فوفشانشين
كريستيان (بالأوكرانية: Ігор Ярославович Вовчанчин؛ مواليد 6 أغسطس 1973) هو مُقاتل فنون قتالية مختلطة أوكراني.

## وصلات خارجية
- إيغور فوفشانشين على موقع شيردوغ (الإنجليزية)
- إيغور فوفشانشين على موقع IMDb (الإنجليزية)
- إيغور فوفشانشين على موقع قاعدة بيانات الفيلم (الإنجليزية)